# Iepure propriu-zis
Iepurii propriu-ziși sunt mamiferele din familia iepurilor, Leporidae, ce alcătuiesc genul Lepus.

## Clasificare
Cele 33 de specii extante listate sunt:
- Genul Lepus[1][3]
  - Subgenul Macrotolagus
    - Iepure mare antilopă (Lepus alleni)

  - Subgenul Poecilolagus
    - Iepure de zăpadă (Lepus americanus)

  - Subgenul Lepus
    - Iepure polar (Lepus arcticus)
    - Iepure arctic (Lepus othus)
    - Iepure alb (Lepus timidus)

  - Subgenul Proeulagus
    - Lepus insularis
    - Lepus tibetanus
    - Iepure tolai (Lepus tolai)

  - Subgenul Eulagos
    - Lepus castroviejoi
    - Lepus comus
    - Lepus coreanus
    - Iepure de câmp (Lepus europaeus)
    - Lepus mandshuricus
    - Lepus starcki

  - Subgenul Sabanalagus
    - Lepus fagani
    - Lepus victoriae

  - Subgenul Indolagus
    - Lepus hainanus
    - Iepure cu gât negru (Lepus nigricollis)
    - Lepus peguensis

  - Subgenul Sinolagus
    - Lepus sinensis

  - Subgenul Tarimolagus
    - Lepus yarkandensis

  - Subgen incertae sedis
    - Lepus altamirae
    - Lepus brachyurus
    - Iepure de California (Lepus californicus)
    - Lepus callotis
    - Iepure al Capului (Lepus capensis)
    - Lepus corsicanus
    - Lepus flavigularis
    - Lepus granatensis
    - Lepus habessinicus
    - Iepure de Himalaia (Lepus oiostolus)
    - Lepus saxatilis
    - Iepure de prerie (Lepus townsendii)